# Bratovski Vrh
 Bratovski Vrh  falu Horvátországban Krapina-Zagorje megyében. Közigazgatásilag Klanjechez tartozik.

## Fekvése
Zágrábtól 30 km-re északnyugatra, községközpontjától 5 km-re délre a Horvát Zagorje területén a Szutla-folyó partján, a megye délnyugati részén közvetlenül a szlovén határ mellett fekszik.

## Története
A településnek 1857-ben 89, 1910-ben 123 lakosa volt. Trianonig Varasd vármegye Klanjeci járásához tartozott. 2001-ben 69 lakosa volt.

## Külső hivatkozások
- Klanjec város hivatalos oldala
- Klanjec város információs portálja